# Manuscritos Pnakóticos
Los Manuscritos Pnakóticos, también llamados Fragmentos Pnakóticos, son un grimorio ficticio creado por el escritor estadounidense H.P. Lovecraft e incorporado al corpus de los Mitos de Cthulhu.
Son mencionados por primera vez en el cuento Polaris (1918), y se destacan por ser el primero de su larga serie de libros arcanos ficticios.

## Historia ficticia
Los manuscritos son anteriores a la aparición del propio Hombre en la Tierra. Fueron creados por la Gran Raza de Yith, y su nombre procede de la ciudad-biblioteca de Pnakotus. Contienen una historia de esta raza, así como otras muchas materias, incluyendo descripciones de Chaugnar Faugn y Yibb-Tstll, la localización de Xiurhn, los rituales de Rhan-Tegoth, etc.
Los primeros hombres que los estudiaron fueron los habitantes de Lomar; de allí pasaron a Hiperbórea, donde fueron traducidos. En época histórica fueron celosamente guardados por la Hermandad Pnakótica, que produjo una traducción al griego, la Pnakotica. Hay rumores de una traducción inglesa del siglo XV.